# در شهر خبری نیست، هست
در شهر خبری نیست، هست فیلمی به کارگردانی رضا خطیبی و نویسندگی رضا خطیبی، هادی حسین‌نژاد محصول سال ۱۳۸۶ است.

## خلاصه داستان
مریم زن پولداری است که دو بار ازدواج کرده و شوهرانش مرده‌اند. جواد که کارش مسافرکشی است بعد از اینکه مریم را به منزلش می رساند مورد حمله ی دو ناشناس قرار گرفته و اتومبیلش نیز دچار خسارت می شود. جواد وقتی واقعه را با دوست صمیمی اش اصغر که کله پزی دارد در میان می گذارد، فصل تازه ای در زندگی اش آغاز می شود. آن دو در می یابند که مسافر شان، مریم زن پول داری است که قبلاً دوبار ازدواج کرده و شوهرانش مرده اند! پس برای خسارت نزد پدر مریم می روند، اما او آنها را به فرد دیگری به نام مقدم پور معرفی می کند که پدر نیما است جوانی که باید به جای جواد کتک می خورد.

داستان فیلم و بسیاری از شوخی‌ها شباهت قابل توجهی با فیلم لبوفسکی بزرگ دارند.

## بازیگران
- محمدرضا شریفی‌نیا : اصغر
- فرهاد آئیش : جواد
- افسانه بایگان : مریم
- مرتضی ضرابی : چیز جون
- سعید پیردوست : فراهانی
- حسین عابدینی : چراغعلی
- کیانوش گرامی : تقی
- آفرین چیت ساز : زن اصغر
- اسماعیل سلطانیان : اکبر
- کوروش ستوده : نیما
- مجید مشیری : مقدم پور
- هادی انباردار : مامور نیروی انتظامی